# Kirchenkreis Walsrode
Der Ev.-luth. Kirchenkreis Walsrode ist ein Kirchenkreis in Niedersachsen. Er gehört zum Sprengel Lüneburg der Evangelisch-lutherischen Landeskirche Hannovers. Zum Kirchenkreis Walsrode gehören (Stand 2020) ca. 39.000 Gemeindeglieder in 13 Kirchengemeinden, die durch 20 Pastoren betreut werden. Als Arbeitgeber beschäftigt der Kirchenkreis ca. 250 hauptberufliche und geringfügig beschäftigte Mitarbeiter.

## Geographie
Der Kirchenkreis Walsrode liegt in der Mitte Niedersachsens und erstreckt sich über die Fläche des bis 1977 existierenden alten Landkreises Fallingbostel (heute der südliche Teil des Landkreises Heidekreis). Er erstreckt sich zwischen den Orten Lindwedel im Süden, Rethem im Westen, Dorfmark im Osten und Bommelsen im Norden.

## Geschichte
Schon im 16. Jahrhundert war Walsrode der Sitz eines Superintendenten, der dem Generalsuperintendenten in Celle unterstand. Die Grenzen der Inspektion Walsrode veränderten sich im Lauf der Jahrhunderte. 1929 wurde der Kirchenkreis Ahlden aufgelöst und sein Gebiet in den Kirchenkreis Walsrode eingegliedert.

## Einrichtungen des Kirchenkreises
- Superintendentur Walsrode
- Kirchenkreisamt (seit Dezember 2009 gemeinsames Kirchenamt mit den Kirchenkreisen Soltau und Celle in Celle, Berlinstraße)
- Kirchenkreisjugenddienst Walsrode
- Diakonisches Werk Walsrode
- Lebensberatung Walsrode
- Mitarbeitervertretung

## Kirchengemeinden
- Kirchengemeinde Ahlden (Kirche St. Johannes der Täufer, Kapelle in Bierde und St.-Thomas-und-Maria-Kapelle in Hodenhagen)
- Kirchengemeinde Bad Fallingbostel (St.-Dionysius-Kirche)
- Kirchengemeinde Bomlitz (Pauluskirche)
- Kirchengemeinde Bommelsen (Friedenskirche)
- Kirchengemeinde Dorfmark (Martinskirche)
- Kirchengemeinde Düshorn-Ostenholz (St.-Johannes-der-Täufer-Kirche in Düshorn und Kirche Ostenholz)
- Kirchengemeinde Eickeloh (Kreuzkirche)
- Kirchengemeinde Gilten (St.-Pauli-Kirche, St.-Gertrud-Kapelle in Norddrebber und St.-Katharinen-Kirche in Suderbruch)
- Kirchengemeinde Kirchboitzen (St.-Michaelis-Kirche)
- Kirchengemeinde Meinerdingen (St.-Georg-Kirche)
- Kirchengemeinde Rethem (Marienkirche in Rethem und Kirche Zum Heiligen Kreuz in Kirchwahlingen)
- Kirchengemeinde Schwarmstedt (St.-Laurentius-Kirche)
- Kirchengemeinde Walsrode (Stadtkirche Walsrode und St.-Georg-Christophorus-Jodokus-Kirche in Stellichte)

## Logo

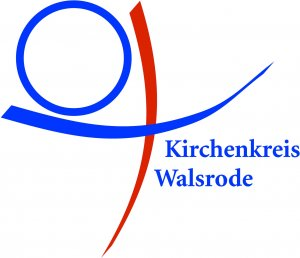
Logo

Das Logo des Kirchenkreises Walsrode stellt stilisiert das Wort Kirchenkreis dar. Das Teilwort Kirche wird durch ein geschwungenes Kreuz dargestellt, das Teilwort Kreis als Kreisbogen innerhalb des Kreuzes.

## Nachbarkirchenkreise
- Kirchenkreis Rotenburg (nordwestlich)
- Kirchenkreis Soltau (nördlich)
- Kirchenkreis Verden (westlich)
- Kirchenkreis Celle (östlich)
- Kirchenkreis Burgwedel-Langenhagen (südlich)